# Musée Mohammed VI d’art moderne et contemporain

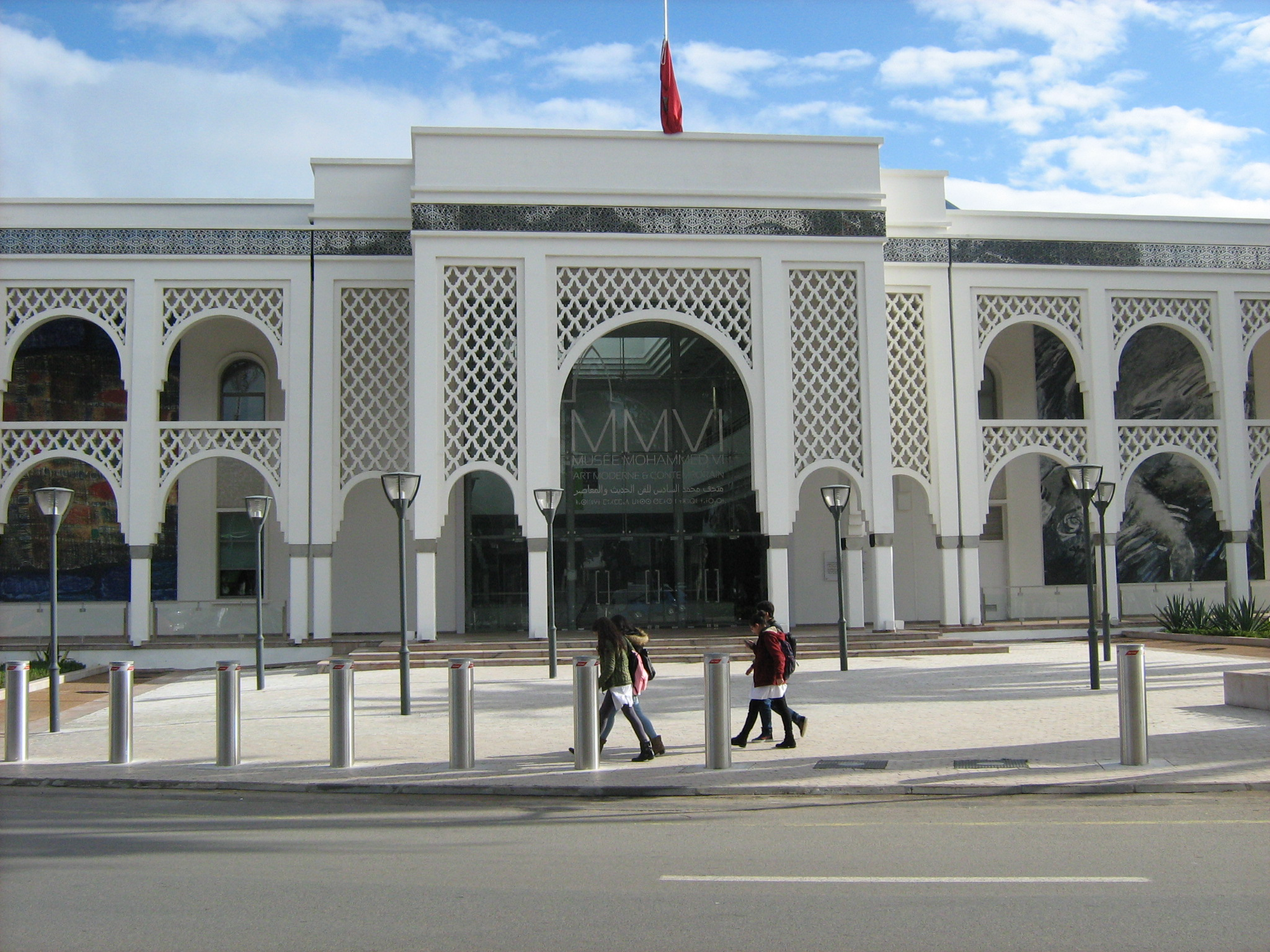
Musée Mohammed VI d’art moderne et contemporain

Das Musée Mohammed VI d’art moderne et contemporain oder auch Musée National d’Art Contemporain de Rabat (arabisch متحف محمد السادس للفن الحديث والمعاصر, DMG Matḥaf Muḥammad as-Sādis li-l-fann al-ḥadīṯ wa-l-muʿāṣir, Zentralatlas-Tamazight ⵜⴰⵙⵏⵏⵉⵖⵜ ⵎⵓⵃⵎⵎⴰⴷ ⵡⵉⵙⵙ ⵚⴹⵉⵚ ⵏ ⵜⵥⵓⵕⵉ ⵜⴰⵜⵔⴰⵔⵜ Tasnniɣt Muḥmmad wiss Ṣḍiṣ n tẓuṛi tatrart) in der marokkanischen Hauptstadt Rabat widmet sich vorrangig der modernen und zeitgenössischen Kunst des Landes.
Das Museumsgebäude befindet sich in der Neustadt (ville nouvelle) von Rabat unweit des Archäologischen Museums.

## Geschichte
Nach etwa zehnjähriger Planungs- und Bauzeit durch den Architekten Karim Chakor wurde der Museumsneubau in Anwesenheit des Königs Mohammed VI. am 7. Oktober 2014 eingeweiht.

## Architektur
Der zweigeschossige, vierflügelige und einen Innenhof umschließende Bau wurde im neomaurischen Stil entworfen und vollkommen symmetrisch ausgeführt; dominierende Gestaltungselemente sind die auf schlanken Säulen ruhenden potentiell unendlichen Rautenpaneele (sebkas). Diese Bauweise setzt sich in der Empfangshalle im Innern fort.

## Ausstellung
Das Museum präsentiert in Wechselausstellungen Gemälde und Skulpturen marokkanischer und internationaler Künstler des 20. und 21. Jahrhunderts. Eine museumseigene Sammlung ist im Aufbau.